# میمون سنجابی گوش‌برهنه
میمون سنجابی گوش‌برهنه (نام علمی: Saimiri ustus) نام یک گونه از سرده خزمیمون است.